# 大桐
大桐（だいどう）は、大阪府大阪市東淀川区の地名。旧地名は大道（だいどう）であり、時代を遡れば、西成郡大道村、さらに乳牛牧荘大道村などとも呼ばれていた。現行行政地名は大桐一丁目から大桐五丁目。

## 地勢
東淀川区の南東部に位置する。淀川と神崎川の分岐部に近く、両河川に挟まれた一帯の南東部に当たる。東側が淀川で、北側に瑞光（ずいこう）、西側に大隅（おおすみ）と豊里（とよさと）、南側に大道南（だいどうみなみ）と接している。大道南は南東側で淀川と接している。最寄り駅は、阪急京都本線の上新庄駅、Osaka Metro今里筋線のだいどう豊里駅または瑞光四丁目駅である。豊里大橋を渡り、淀川を超えると、京阪本線の滝井駅や土居駅も比較的近い (3-4km)。

## 歴史
縄文土器が発見されていることから、この地には縄文時代から人が生活していることが分かっている。『続日本紀』「霊亀二年条」に記載のある「大隅媛島二牧」は、『日本書紀』「安閑二年条」では「大隅島媛島」と表現されており、島が牧として利用されていたことが窺える。大隅島は、『摂津志』が大隅宮を「在西大道村」と比定して以来、吹田砂堆の中央部がこれに当たると考えられてきた。西大道村は旧名を大隅・大内・三宝寺と呼称したとされるため、これに従えば神崎川と淀川で区切られた砂堆を「島」と呼んでいたことになる。
また、中世には三宝寺という寺院が存在していたと考えられている。12世紀末に大日房能忍が達磨宗（禅宗）を弘通するために創建した寺院で広大な伽藍を有した。16世紀半ばに周辺が戦場となったため寺が廃絶したと考えられているが、明確な経緯は不明である。
中世以降、この地は乳牛牧荘と呼ばれ大道村（南大道村）、三宝寺村（西大道村）、辻堂村（北大道村）などがあった。また。大桐5丁目の大隅神社境内にある石碑には以下のような文章が記載されている。
江戸時代における日本全国の村落の実情を把握するために、明治時代初期に政府が各府県に作成させた『旧高旧領取調帳』（きゅうだかきゅうりょうとりしらべちょう）によると、
摂津国 西成郡 南大道村と西大道村は、仙石松渓知行所 大阪府
摂津国 西成郡 北大道村は、土井大炊頭（古河藩）領分 古河県
となっており、村によって領主が異なっていた。
- 1889年（明治22年）町村制施行に伴い西大道村、南大道村、北大道村の3村が合併し西成郡大道村が成立[14]。旧村はそのまま大字となり大道村大字西大道、大字南大道、大字北大道となる[15]。
- 1925年（大正14年）東淀川区が発足し大阪市に編入、西大道・南大道・北大道が町名となる[15]。
- 1934年（昭和9年）西大道町、南大道町、北大道町などの各一部が大隅通に改称[16]。
- 1951年（昭和26年）西大道町、南大道町、北大道町、大隅通などの各一部が東大道町に改称[17]。
- 1980年（昭和55年）北大道町、東大道町および西大道町・大隅通の一部が大桐1 - 5丁目に改称。また南大道町ほかが大道南に改称された[15]。

## 世帯数と人口
2019年（平成31年）3月31日現在の世帯数と人口は以下の通りである。
| 丁目       | 世帯数    | 人口     |
| ---------- | --------- | -------- |
| 大桐一丁目 | 845世帯   | 1,587人  |
| 大桐二丁目 | 1,402世帯 | 2,440人  |
| 大桐三丁目 | 1,109世帯 | 1,955人  |
| 大桐四丁目 | 1,483世帯 | 3,597人  |
| 大桐五丁目 | 1,097世帯 | 2,257人  |
| 計         | 5,936世帯 | 11,836人 |

### 人口の変遷
国勢調査による人口の推移。
| 1995年（平成7年）  | 11,709人 | [ 18 ] |  |
| 2000年（平成12年） | 11,372人 | [ 19 ] |  |
| 2005年（平成17年） | 10,477人 | [ 20 ] |  |
| 2010年（平成22年） | 11,656人 | [ 21 ] |  |
| 2015年（平成27年） | 11,989人 | [ 22 ] |  |

### 世帯数の変遷
国勢調査による世帯数の推移。
| 1995年（平成7年）  | 4,839世帯 | [ 18 ] |  |
| 2000年（平成12年） | 4,856世帯 | [ 19 ] |  |
| 2005年（平成17年） | 4,843世帯 | [ 20 ] |  |
| 2010年（平成22年） | 5,315世帯 | [ 21 ] |  |
| 2015年（平成27年） | 5,444世帯 | [ 22 ] |  |

## 事業所
2016年（平成28年）現在の経済センサス調査による事業所数と従業員数は以下の通りである。
| 丁目       | 事業所数  | 従業員数 |
| ---------- | --------- | -------- |
| 大桐一丁目 | 58事業所  | 363人    |
| 大桐二丁目 | 84事業所  | 601人    |
| 大桐三丁目 | 56事業所  | 234人    |
| 大桐四丁目 | 34事業所  | 425人    |
| 大桐五丁目 | 25事業所  | 148人    |
| 計         | 257事業所 | 1,771人  |

## 教育機関
- 大阪市立大桐小学校

1964年（昭和39年）に、大阪市立大隅小学校（現：大阪市立大隅西小学校および大阪市立大隅東小学校）から独立する形で開校。
- 大阪市立大桐中学校

1976年（昭和51年）に開校。従来大阪市立瑞光中学校に進学していた大桐小学校出身者の進学先となる。
- 大阪経済大学

大隅キャンパスの多くは大隅に立地するが一部大桐にも校舎がある。同大学70周年記念館（大桐2丁目）前塀に大阪市による三宝寺跡伝承地顕彰パネルが設置されており、伝承地発掘調査では寺院の遺物以外に縄文土器も発見されている。

## 交通機関
- Osaka Metro今里筋線 - だいどう豊里駅

2007年に今里筋線が開通する以前は、阪急京都本線上新庄駅が最寄りであった。

## 主な施設
- ベリスタ東淀川大桐

淀川沿いに建設された大規模マンション。
- 大隅神社（5丁目）[24]

春と秋に大祭が催される
- 稲生神社（3丁目）

1185年の屋島の戦いで敗れた平氏の武者がこの地に住みつき創建したと伝えられている
- 乳牛牧跡[5]

## 出身有名人
- 遥洋子 - タレント
- 森島正 - 大阪市議会議員（大阪維新の会）

## その他

### 日本郵便
- 〒533-0011[3]（集配局：東淀川郵便局[25]）